# Parigi-Nizza 2001
La Parigi-Nizza 2001, cinquantanovesima edizione della corsa, si svolse dall'11 al 18 marzo su un percorso di 1 211 km ripartiti in 7 tappe più un cronoprologo. Fu vinta dall'italiano Dario Frigo davanti al lituano Raimondas Rumšas e al belga Peter Van Petegem.

## Tappe
| Tappa  | Data     | Percorso                                | km    | Vincitore di tappa | Leader cl. generale |
| ------ | -------- | --------------------------------------- | ----- | ------------------ | ------------------- |
| Prol.  | 11 marzo | Nevers (cron. individuale)              | 6.2   | Nico Mattan        | Nico Mattan         |
| 1ª     | 12 marzo | Saint-Amand-Montrond > Clermont-Ferrand | 189.2 | Fabien De Waele    | Nico Mattan         |
| 2ª     | 13 marzo | Clermont-Ferrand > Saint-Étienne        | 195.4 | Peter Van Petegem  | Peter Van Petegem   |
| 3ª     | 14 marzo | Saint-Étienne > Avignone                | 217.9 | Jans Koerts        | Peter Van Petegem   |
| 4ª     | 15 marzo | Tarascon-sur-Ariège > Sisteron          | 195.6 | Alex Zülle         | Peter Van Petegem   |
| 5ª     | 16 marzo | Berre l'Étang > Saint-Raphaël           | 240.3 | Piotr Wadecki      | Peter Van Petegem   |
| 6ª     | 17 marzo | Nizza > Col d'Èze (cron. individuale)   | 10    | Dario Frigo        | Dario Frigo         |
| 7ª     | 18 marzo | Nizza > Nizza                           | 157.1 | Fabrizio Guidi     | Dario Frigo         |
| Totale | Totale   | Totale                                  | 1211  |                    |                     |

## Dettagli delle tappe

### Prologo
- 11 marzo: Nevers > Nevers (cron. individuale) – 6,2 km

| Pos. | Corridore     | Squadra | Tempo |
| ---- | ------------- | ------- | ----- |
| 1    | Nico Mattan   | Cofidis | 7'48" |
| 2    | David Millar  | Cofidis | a 8"  |
| 3    | Florent Brard | Festina | a 9"  |

| Pos. | Corridore     | Squadra | Tempo |
| ---- | ------------- | ------- | ----- |
| 1    | Nico Mattan   | Cofidis | 7'48" |
| 2    | David Millar  | Cofidis | a 8"  |
| 3    | Florent Brard | Festina | a 9"  |

### 1ª tappa
- 12 marzo: Saint-Amand-Montrond > Clermont-Ferrand – 189,2 km

| Pos. | Corridore       | Squadra          | Tempo    |
| ---- | --------------- | ---------------- | -------- |
| 1    | Fabien De Waele | Lotto-Adecco     | 5h20'53" |
| 2    | Stuart O'Grady  | Crédit Agricole  | s.t.     |
| 3    | Danilo Hondo    | Deutsche Telekom | s.t.     |

| Pos. | Corridore      | Squadra         | Tempo    |
| ---- | -------------- | --------------- | -------- |
| 1    | Nico Mattan    | Cofidis         | 5h28'41" |
| 2    | Stuart O'Grady | Crédit Agricole | a 7"     |
| 3    | David Millar   | Cofidis         | a 8"     |

### 2ª tappa
- 13 marzo: Clermont-Ferrand > Saint-Étienne – 195,4 km

| Pos. | Corridore            | Squadra          | Tempo    |
| ---- | -------------------- | ---------------- | -------- |
| 1    | Peter Van Petegem    | Mercury-Viatel   | 5h00'53" |
| 2    | Alexandre Vinokourov | Deutsche Telekom | s.t.     |
| 3    | Dario Frigo          | Fassa Bortolo    | s.t.     |

| Pos. | Corridore         | Squadra        | Tempo     |
| ---- | ----------------- | -------------- | --------- |
| 1    | Peter Van Petegem | Mercury-Viatel | 10h29'35" |
| 2    | Jörg Jaksche      | O.N.C.E.       | a 11"     |
| 3    | Raimondas Rumšas  | Fassa Bortolo  | a 15"     |

### 3ª tappa
- 14 marzo: Saint-Étienne > Avignone – 217,9 km

| Pos. | Corridore          | Squadra          | Tempo    |
| ---- | ------------------ | ---------------- | -------- |
| 1    | Jans Koerts        | Mercury-Viatel   | 4h43'28" |
| 2    | Jean-Patrick Nazon | FDJ              | s.t.     |
| 3    | Danilo Hondo       | Deutsche Telekom | s.t.     |

| Pos. | Corridore         | Squadra        | Tempo     |
| ---- | ----------------- | -------------- | --------- |
| 1    | Peter Van Petegem | Mercury-Viatel | 15h13'03" |
| 2    | Jörg Jaksche      | O.N.C.E.       | a 11"     |
| 3    | Raimondas Rumšas  | Fassa Bortolo  | a 15"     |

### 4ª tappa
- 15 marzo: Tarascon-sur-Ariège > Sisteron – 195,6 km

| Pos. | Corridore       | Squadra    | Tempo    |
| ---- | --------------- | ---------- | -------- |
| 1    | Alex Zülle      | Team Coast | 4h55'10" |
| 2    | José Azevedo    | O.N.C.E.   | s.t.     |
| 3    | Tristan Hoffman | CSC        | a 4"     |

| Pos. | Corridore         | Squadra        | Tempo     |
| ---- | ----------------- | -------------- | --------- |
| 1    | Peter Van Petegem | Mercury-Viatel | 15h13'03" |
| 2    | Jörg Jaksche      | O.N.C.E.       | a 11"     |
| 3    | Raimondas Rumšas  | Fassa Bortolo  | a 15"     |

### 5ª tappa
- 16 marzo: Berre l'Etang > Saint-Raphaël – 240,3 km

| Pos. | Corridore      | Squadra       | Tempo    |
| ---- | -------------- | ------------- | -------- |
| 1    | Piotr Wadecki  | Domo          | 6h24'12" |
| 2    | Matteo Tosatto | Fassa Bortolo | s.t.     |
| 3    | François Simon | Bonjour       | a 36"    |

| Pos. | Corridore         | Squadra        | Tempo     |
| ---- | ----------------- | -------------- | --------- |
| 1    | Peter Van Petegem | Mercury-Viatel | 26h33'39" |
| 2    | Jörg Jaksche      | O.N.C.E.       | a 11"     |
| 3    | Raimondas Rumšas  | Fassa Bortolo  | a 15"     |

### 6ª tappa
- 17 marzo: Nizza > Col d'Èze (cron. individuale) – 10 km

| Pos. | Corridore        | Squadra       | Tempo  |
| ---- | ---------------- | ------------- | ------ |
| 1    | Dario Frigo      | Fassa Bortolo | 19'53" |
| 2    | Raimondas Rumšas | Fassa Bortolo | a 27"  |
| 3    | José Azevedo     | O.N.C.E.      | a 41"  |

| Pos. | Corridore         | Squadra        | Tempo     |
| ---- | ----------------- | -------------- | --------- |
| 1    | Dario Frigo       | Fassa Bortolo  | 26h53'48" |
| 2    | Raimondas Rumšas  | Fassa Bortolo  | a 26"     |
| 3    | Peter Van Petegem | Mercury-Viatel | a 52"     |

### 7ª tappa
- 18 marzo: Nizza > Nizza – 157,1 km

| Pos. | Corridore      | Squadra          | Tempo    |
| ---- | -------------- | ---------------- | -------- |
| 1    | Fabrizio Guidi | Mercury-Viatel   | 3h38'41" |
| 2    | Danilo Hondo   | Deutsche Telekom | s.t.     |
| 3    | Stuart O'Grady | Crédit Agricole  | s.t.     |

| Pos. | Corridore         | Squadra        | Tempo     |
| ---- | ----------------- | -------------- | --------- |
| 1    | Dario Frigo       | Fassa Bortolo  | 30h32'29" |
| 2    | Raimondas Rumšas  | Fassa Bortolo  | a 26"     |
| 3    | Peter Van Petegem | Mercury-Viatel | a 52"     |

## Classifiche finali

### Classifica generale
| Pos. | Corridore            | Squadra                   | Tempo     |
| ---- | -------------------- | ------------------------- | --------- |
| 1    | Dario Frigo          | Fassa Bortolo             | 30h32'29" |
| 2    | Raimondas Rumšas     | Fassa Bortolo             | a 26"     |
| 3    | Peter Van Petegem    | Mercury-Viatel            | a 52"     |
| 4    | David Moncoutié      | Cofidis                   | a 55"     |
| 5    | José Azevedo         | O.N.C.E.-Eroski           | a 1'01"   |
| 6    | Mario Aerts          | Lotto-Adecco              | s.t.      |
| 7    | Alexandre Vinokourov | Team Deutsche Telekom-ARD | a 1'10"   |
| 8    | Jörg Jaksche         | O.N.C.E.-Eroski           | a 1'22"   |
| 9    | Tobias Steinhauser   | Gerolsteiner              | a 1'36"   |
| 10   | Michele Bartoli      | Mapei-Quick Step          | a 1'42"   |